# Plectromerus morrisi
Plectromerus morrisi är en skalbaggsart som beskrevs av Eugenio H.Nearns och Branham 2008. Plectromerus morrisi ingår i släktet Plectromerus och familjen långhorningar.
Artens utbredningsområde är Panama. Inga underarter finns listade i Catalogue of Life.